# Umeå
Umeå (švédská výslovnost  [ʉːmе.о]IPA; finsky: Uumaja, jihosámsky Upmeje, severosámsky Ubmi) je univerzitní město na severu Švédska. Umeå je největším městem v historické oblasti Norrland, hlavní město kraje Västerbotten a sídlo samosprávné obce (kommun) Umeå. Vlastní město má asi 92 000 obyvatel. 
Umeå leží na řece Ume, stejnojmenná kommuna je jedenáctou největší ve Švédsku, přičemž v roce 2023 zde žilo 132 000 obyvatel. Když byla v roce 1965 založena Univerzita Umeå, růst se zrychlil a množství bytů se za 30 let od roku 1980 do roku 2010 zdvojnásobilo. Za rok 2018 přibylo v Umeå přibližně 1 000 obyvatel a město plánuje, že v roce 2050 bude mít 200 000 obyvatel, prognóza velikosti obce v roce 2050 však byla v nezávislé studii zpochybněna jako nadhodnocená.
Umeå je univerzitní město a centrum vzdělávání, technického a lékařského výzkumu v severním Švédsku. Na dvou univerzitách, které se ve městě nacházejí, Umeå University a jedné ze tří hlavních poboček Švédské univerzity zemědělských věd, studuje přibližně 40 000 studentů, což odpovídá přibližně 30 % celkové populace. Metodu úpravy genů metodu CRISPR vyvinuli vědci z Umeå University a v roce 2020 za ni byla udělena Nobelova cena za chemii.  V roce 2014 byla Umeå spolu s lotyšskou Rigou evropským hlavním městem kultury.

## Historie
První zmínka o Umeå je z 14. století. Severní části Švédska, včetně Umeå, byla v této době neobydlena, ale Umeå tvořilo farnost s dřevěným kostelem. Umeå fungovala jako základna k divočině Norrland. Částečně to bylo díky své poloze na pobřeží.
Na příštích několik století bylo Umeå místem skládajících se z roztroušených farností, kde docházelo k obchodu se Sami (Laponci), a bylo posledním obydleným místem před severní divočinou. Nicméně žádné skutečné město na místě, které určil král, postaveno nebylo a v 90. letech 16. století ztratilo městská privilegia.
V roce 1622 bylo město znovu založeno králem Gustavem Adolfem II.  V roce 1638 mělo asi 40 domů. Město utrpělo ruskými útoky v roce 1714 a v roce 1720, kdy bylo spáleno na popel. Na konci finské války v roce 1809 se ruská armáda pod velením Michala Bogdanoviče dobyla Umeå a držela ho od června do srpna.
25. června 1888 požár zničil východní části Umeå a nejméně 2300 z 3000 obyvatel přišlo o domov. V obnově po požáru byly po širokých ulicích vysazovány březové stromy, aby se zabránilo budoucím šíření požárů. Umeå je z tohoto důvodu je někdy označováno jako „město bříz“ nebo „malý Stockholm“. Například název Umejského hokejový klubu IF Björklöven znamená 'březový list'.

## Geografie
Umeå se nachází u zátoky Botnického zálivu u ústí řeky Ume, na jihu provincie Västerbotten. Umeå leží asi 600 km severně od Stockholmu na 63°50′ s. š., 20°15′ v. d., asi 400 km jižně od polárního kruhu. Je největším městem na sever od oblasti Stockholm-Uppsala, a je někdy označováno jako regionální centrum severního Švédska. Nedaleká obec Holmsund slouží jako jeho přístav. Odtud je trajektem spojeno se sousedním městem Vaasa ve Finsku. Blízké spojení Finska má vliv na obyvatelstvo – v Umeå žije několik švédských Finů.

| Umeå – podnebí                | Umeå – podnebí | Umeå – podnebí | Umeå – podnebí | Umeå – podnebí | Umeå – podnebí | Umeå – podnebí | Umeå – podnebí | Umeå – podnebí | Umeå – podnebí | Umeå – podnebí | Umeå – podnebí | Umeå – podnebí | Umeå – podnebí |
| Období                        | leden          | únor           | březen         | duben          | květen         | červen         | červenec       | srpen          | září           | říjen          | listopad       | prosinec       | rok            |
| ----------------------------- | -------------- | -------------- | -------------- | -------------- | -------------- | -------------- | -------------- | -------------- | -------------- | -------------- | -------------- | -------------- | -------------- |
| Průměrné denní maximum [°C]   | −5             | −4             | 0              | 6              | 12             | 17             | 20             | 18             | 13             | 7              | 0              | −4             | 6,7            |
| Průměrné denní minimum [°C]   | −11            | −11            | −8             | −3             | 2              | 8              | 11             | 10             | 5              | 1              | −4             | −9             | −0,8           |
| Zdroj: MSN Weather 1. 1. 2009 |                |                |                |                |                |                |                |                |                |                |                |                |                |

## Doprava
Infrastruktura je dobře zařízena dvěma evropskými dálkovými trasami E4 a E12 procházející Umeå. V blízkosti centra města (4 km) se nachází letiště Umeå (810 704 cestujících, 2007) Jedná se o 7. největší letiště ve Švédsku. Počet cestujících stále roste.
Botnická trasa (švédsky Botniabanan) připojuje železnicí Umeå z jihu, vede podél pobřeží přes Örnsköldsvik do Umeå. Trať byla otevřena 28. srpna 2010, je dlouhá 190 km, je na ní 140 mostů a 25 km tunelů. Umožňuje rychlé vlakové spojení Umeå a Stockholmu (6 ½ hodiny).

## Kultura
Umeå se stala hlavním městem kultury v severním Švédsku. Nachází se zde opera pro severní Švédsko, zvaná Norrlandsoperan. Každoroční jazzový festival (Umeå Jazzfestival) je jedním z největších skandinávských festivalů moderního jazzu. Umeå je také domovem světově známé hardcorové kapel Refused a AC4, stejně jako řady metalových kapel, jako jsou Meshuggah, Cult of Luna, Naglfar a Nocturnal Rites. Hlavní muzea v Umeå jsou: Muzeum provincie Västerbotten, Muzeum Umeå, Muzeum vizuální kultury a Muzeum lyžování.
Umeå je centrem kulturních aktivit, s každoročními filmovými a hudebními festivaly, a multikulturním městem s více než 100 různých národností. Město bylo zvoleno jako Evropské hlavní město kultury pro rok 2014.

### Média
Umeå je centrem televize pro severní Švédsko; SVT Nord a TV4 mají ve městě své pobočky. Hlavní noviny provincie Västerbotten, Västerbottenskuriren a Västerbottens Folkblad, také sídlí v Umeå.

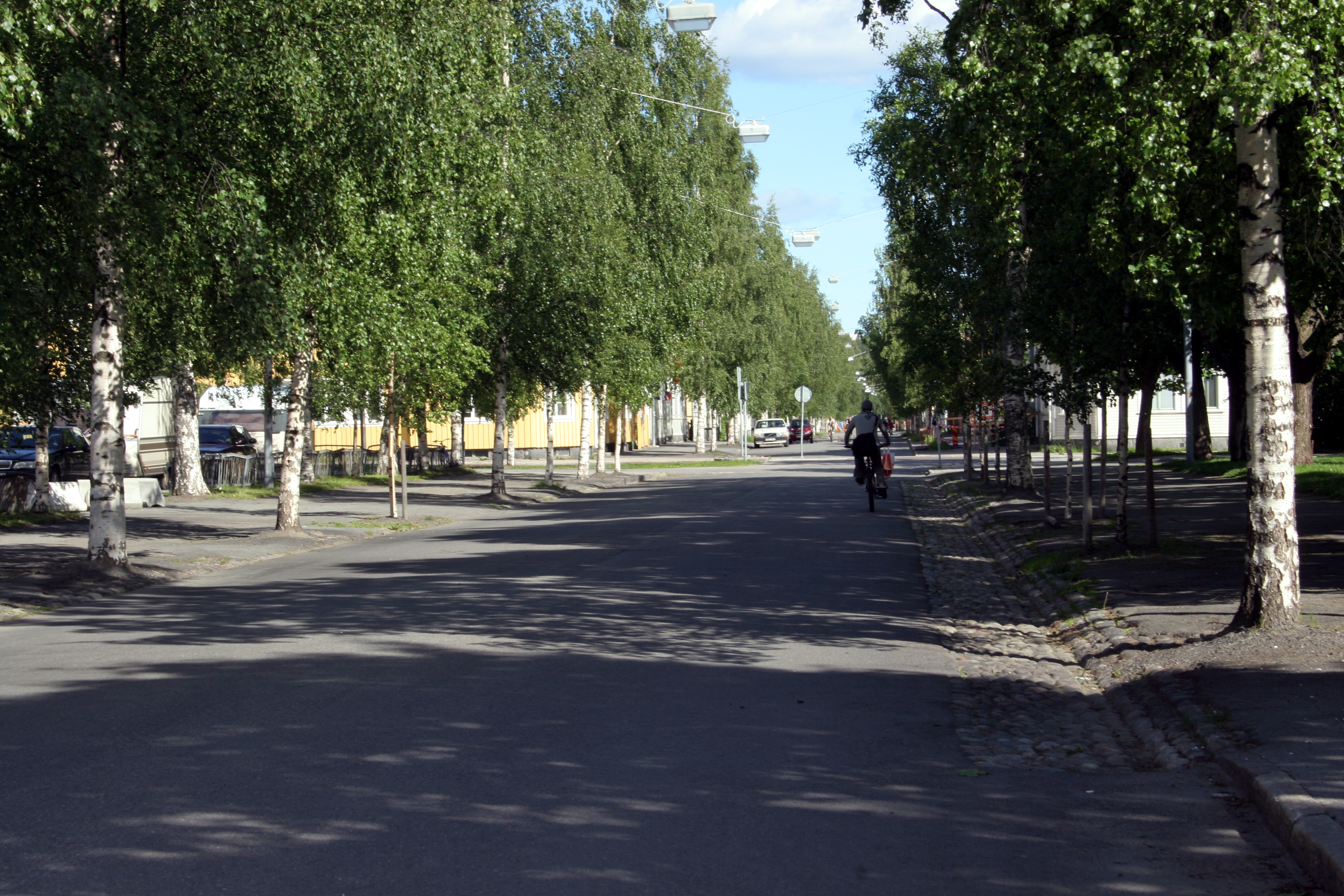
Typická ulice lemovaná břízami

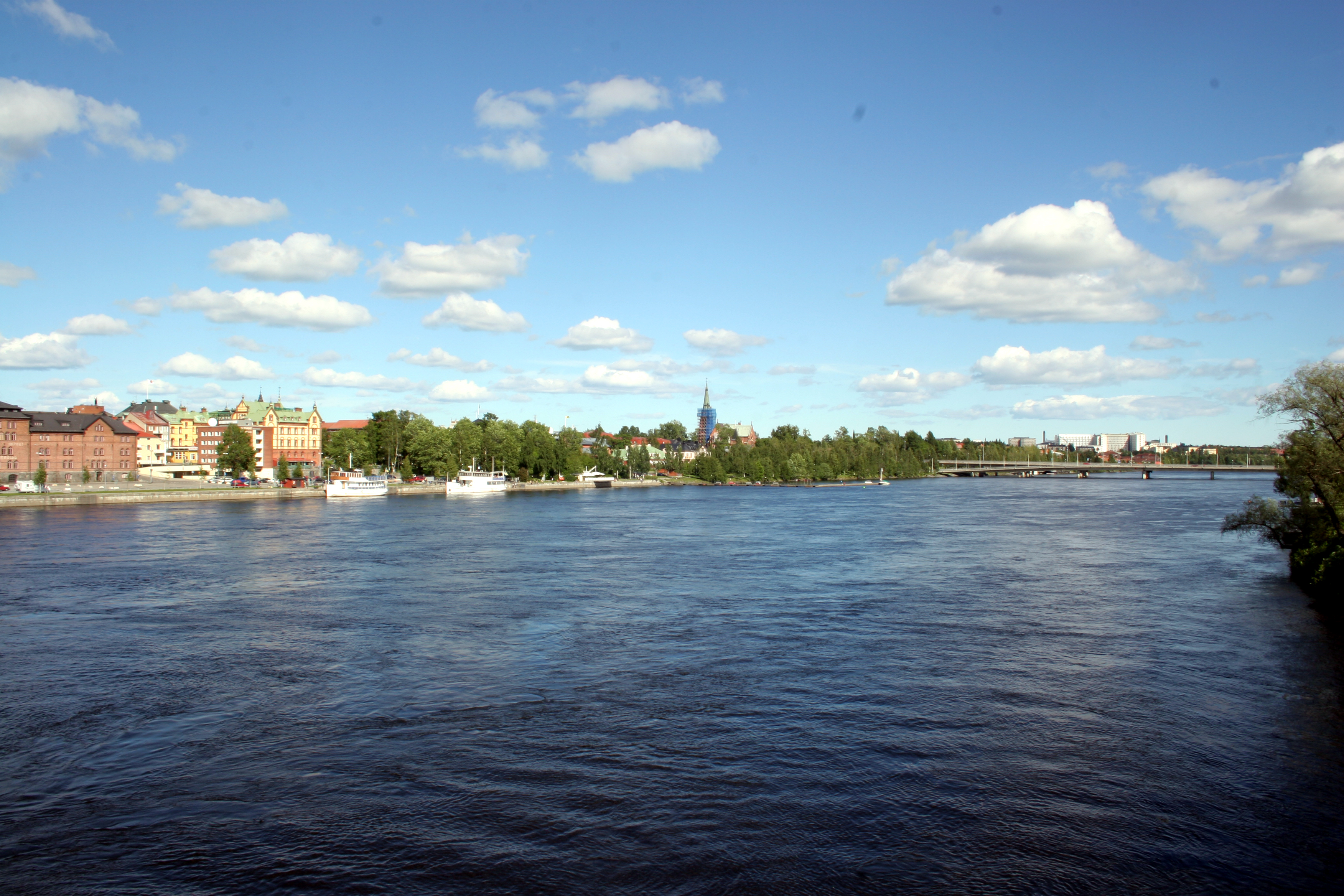
Pohled na řeku u jejího ústí do moře

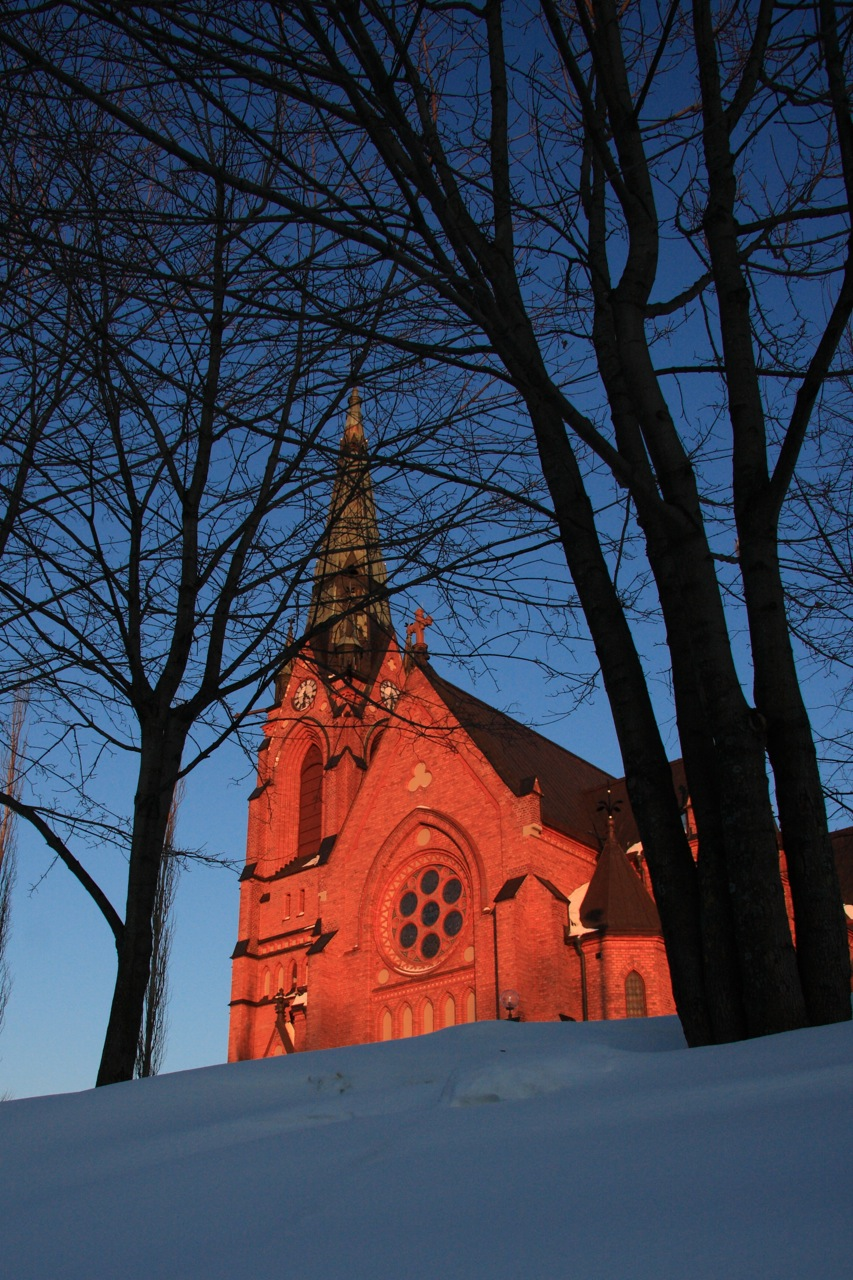
Kostel v Umeå

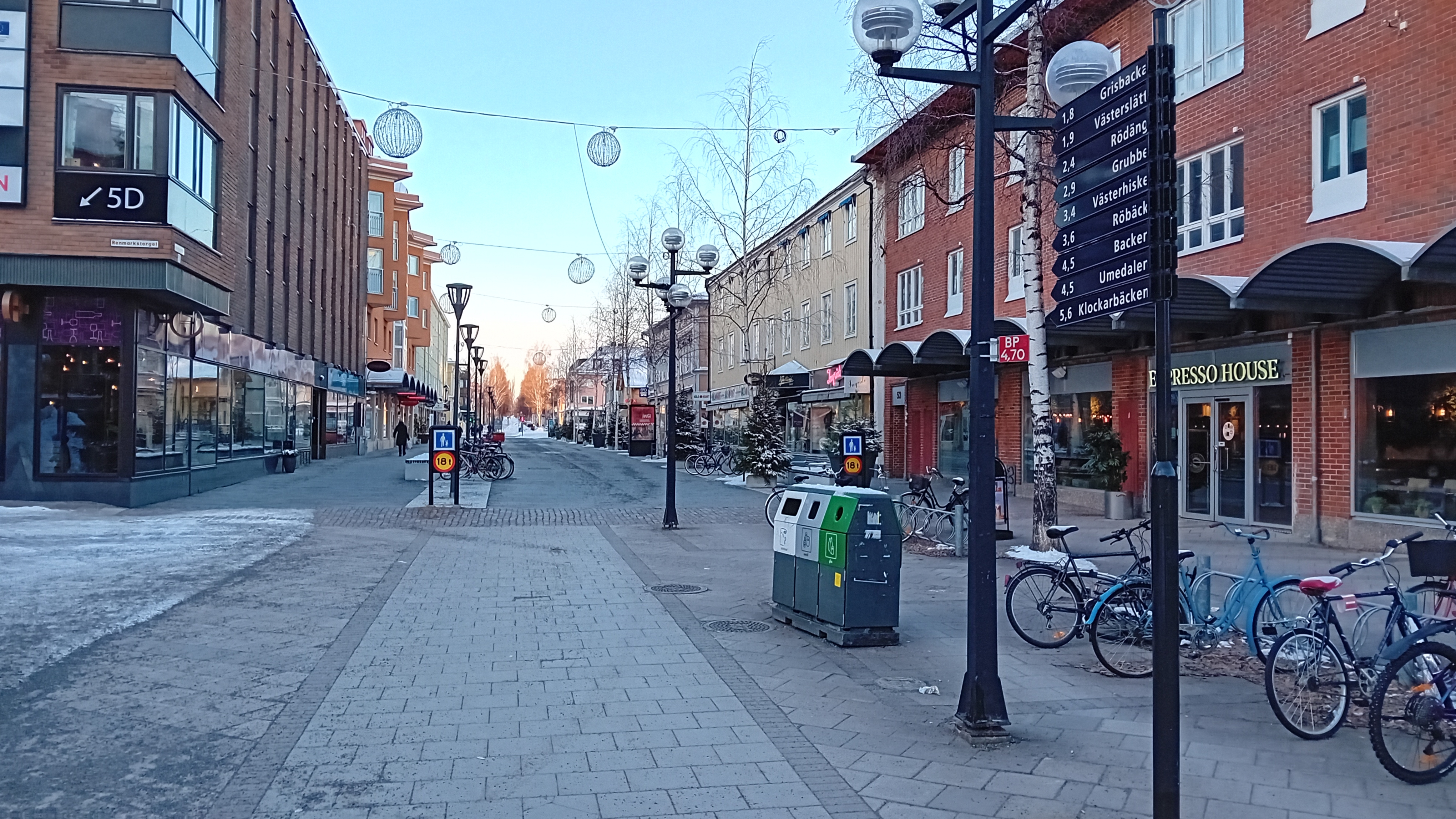
ulice Kungsgatan

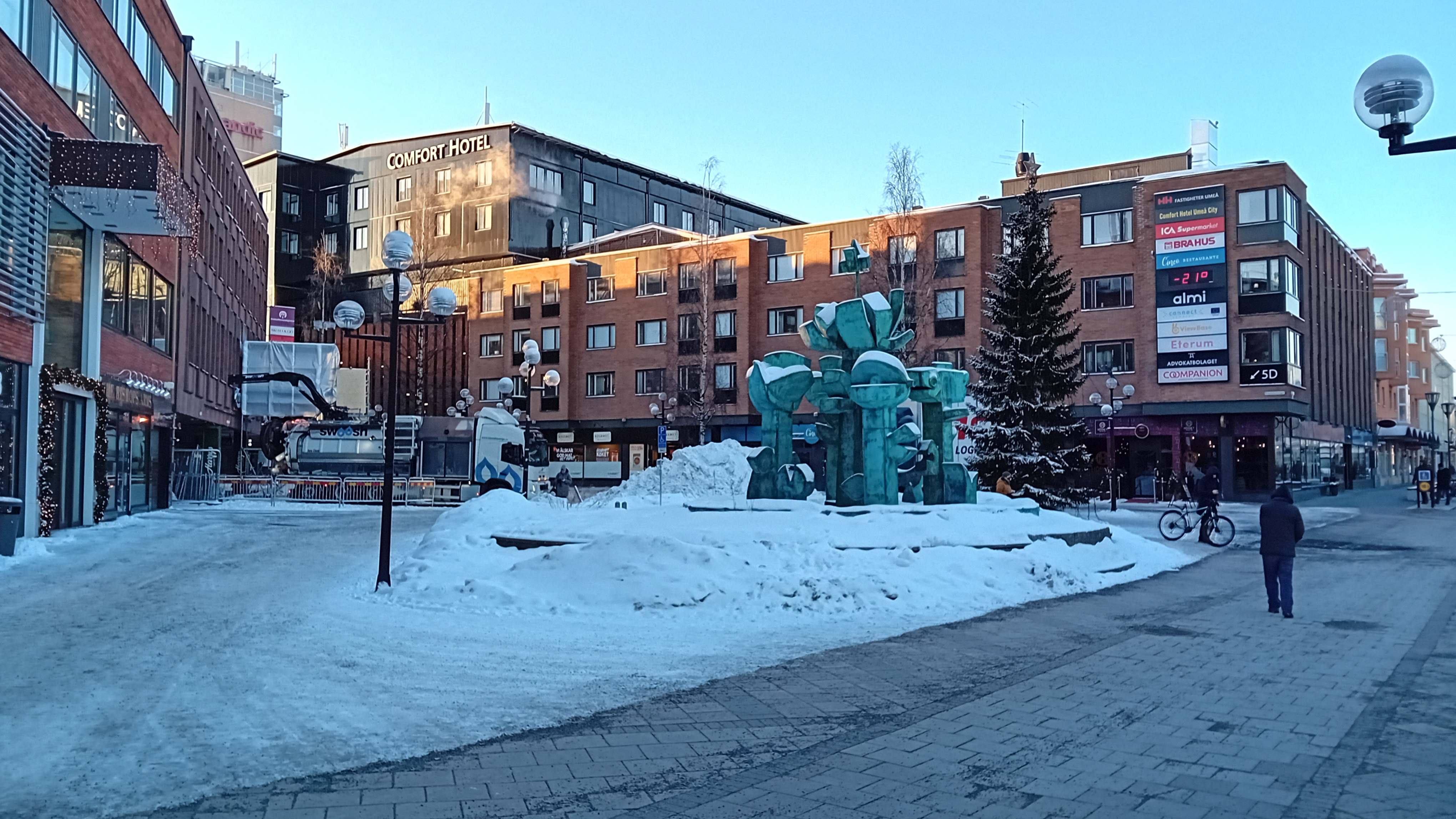
náměstí Renmarkstorget

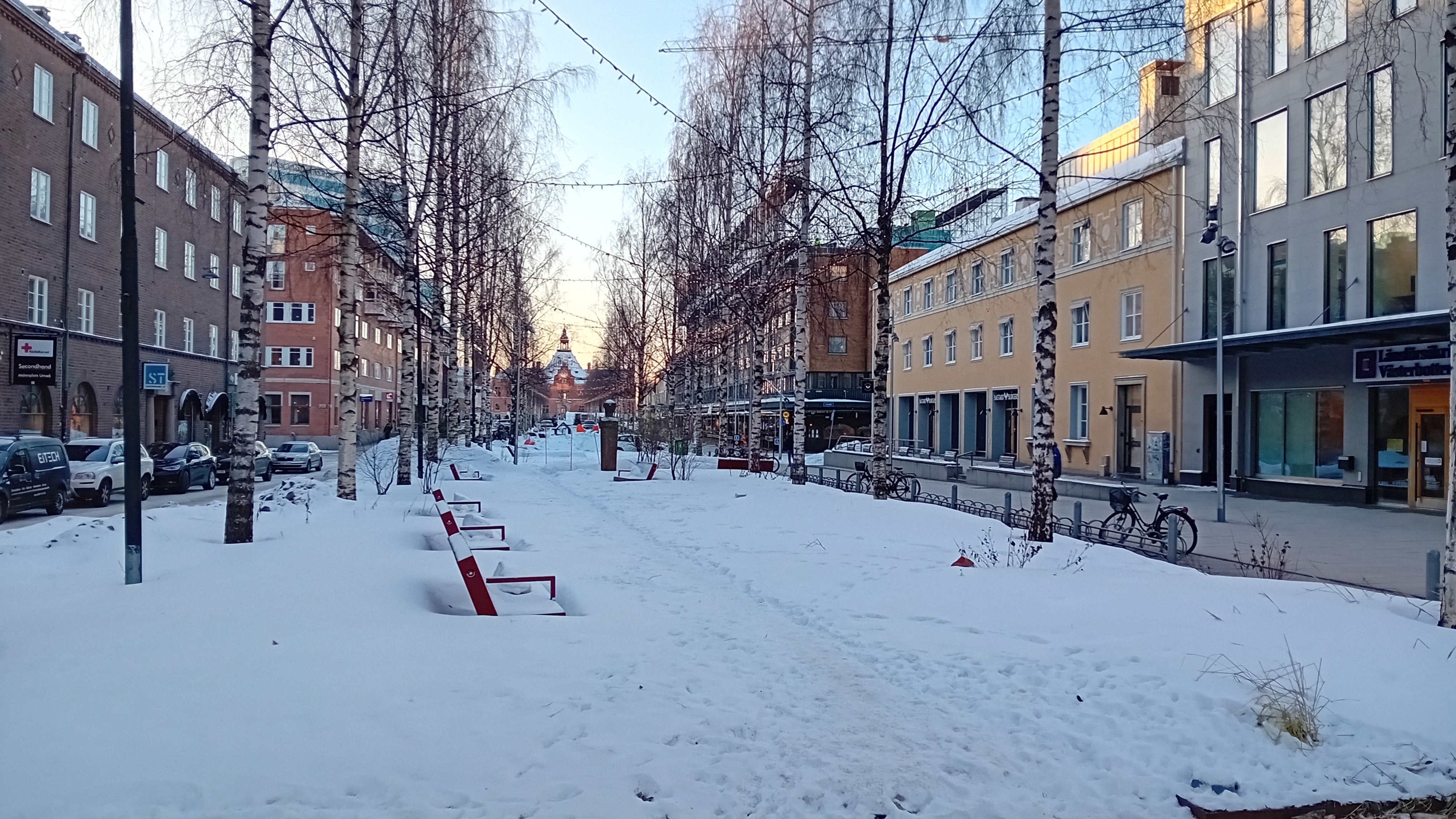
ulice Rådhusesplanaden

### Mládež a veganství
Studie z roku 1996 zkoumající více než 67 000 švédských studentů ve věku 16 až 20 let zjistila, že v Umeå je obzvláště vysoká koncentrace veganů. 3,3 % studentů v Umeå bylo vegetariány, třikrát až čtyřikrát tolik, než uváděla ostatní švédská města.

## Sport
Město v současnosti hostí čtyři dobře známé sportovní kluby. Jsou to florbalové týmy IBK Dalen a Umeå City IBK (oba hrají nejvyšší švédskou soutěž Superligu) dále Team Thorengruppen,  hokejový tým IF Björklöven, který byl velmi úspěšný v 80. letech, ženský fotbalový tým Umeå IK, který je v současné době hodnocen jako nejlepší ženský fotbalový tým na světě.
IF Björklöven v současné době hraje ve švédské lize druhou nejvyšší hokejovou ligu a Umeå IK hraje ve švédské Damallsvenskan (ženská verze nejvyšší švédské fotbalové ligy).

## Vzdělávání a výzkum
Umeská universita (švédsky Umeå universitet) má asi 29 000 studentů a 4200 zaměstnanců. Založení univerzity v polovině 60. let dvacátého století vedlo k populační expanzi z přibližně 50 000 obyvatel na dnešních 110 750. Expanze pokračuje, ročně přibude asi 1000 nových obyvatel, což činí Umeå moderním, poněkud intelektuálním městem na rozdíl od měst podél pobřeží severním Švédsku (Norrland) založených na tradičním základu těžkého průmyslu.
Švédská univerzita zemědělských věd (Sveriges lantbruksuniversitet)
je švédská univerzita. Přestože se její sídlo se nachází v Ultuna, Uppsala, univerzita má několik areálů v různých částech Švédska a další hlavní zařízení jsou v Umeå. Na rozdíl od jiných státních vysokých škol ve Švédsku je financována z rozpočtu pro ministerstvo zemědělství.
Univerzitní nemocnice slouží celému regionu severního Švédska.

## Ekonomika
Klíčové oblasti výzkumu univerzity jsou vědy o živé přírodě (zejména lékařství a buněčná a molekulární biologie rostlin), lidská sociální interakce, sociální péče, ekologie a genderové vztahy.
Umeská univerzita spolupracuje se společnostmi jako jsou ABB, Volvo, Skanska, Ericsson a Ohrlings PricewaterhouseCoopers.
Švédská univerzita zemědělských věd v Umeå, se svým Umeským vědeckým rostlinným centrem' je dalším významným místem výzkumu a vzdělávání.
Význačné společnosti se sídlem v Umeå:
- Komatsu Forest – evropské ústředí
- Siemens Financial Services - skandinávské ústředí
- Volvo
- Astra
- Handelsbanken – ústředí pro severní Švédsko

## Partnerská města
Umeå je partnerským městem:
- Osmangazi, Turecko
- Vaasa, Finsko
- Harstad, Norsko
- Helsingør, Dánsko
- Würzburg, Německo
- Petrozavodsk, Rusko
- Saskatoon, Kanada
- Kášán, Írán
- Oxford, Spojené království
- Guanajuato, Mexiko

V parku partnerských měst (Vänortsparken) je umělecké dílo Tellus. Je to mapa světa, kde je umístěné každé partnerské město. Každému městu patří také určitá oblast v parku, kde ukazuje něco, co je pro něj typické.

## Známé osobnosti
- Ibrahim Baylan, politik
- Linda Bergkvist, umělec
- Kjell-Olof Feldt, politik
- Sara Lidmanová, romanopisec
- Stig Lindberg, umělec
- Jonas Sjöstedt, politik
- Elin Nilsson, tanečnice
- Peder Bodén, florbalista

### Kapely a hudebníci
- AC4 kapela
- Amandine kapela
- Arish kapela
- Asterisk * kapela
- DS-13 kapela
- The (International) Noise Conspiracy kapela
- Izolace Years kapela
- Khoma kapela
- Komeda kapela
- Cult of Luna kapela
- Masshysteri kapela
- Meshuggah kapela
- Naglfar (band) kapela
- Nocturnal Rites kapela
- Perishers (band) kapela
- Persuader kapela
- Plector kapela
- Refused kapela
- Sahara Hotnights kapela
- The Vectors kapela
- Zonaria kapela

- Karl Backman
- Brian Burns
- Eva Dahlgren
- Mats Gustafsson saxofonista
- Frida Hyvönen
- Daniel Lindström
- Dennis Lyxzén
- Lisa Miskovsky (po otci českého původu)
- Nicklas Nygren
- David Sandström
- Mats Öberg
- Morgan Agren